# Francéskos Voúlgaris
Pour les articles homonymes, voir Voúlgaris.
Francéskos Voúlgaris (grec moderne : Φραντζέσκος Βούλγαρης), originaire d'Hydra, était un armateur et homme politique grec qui participa à la guerre d'indépendance grecque.
Il appartenait à la famille d'armateurs Voulgaris ; son frère avait été nommé gouverneur d'Hydra au cours de la période ottomane. 
Deux de ses navires participèrent aux combats de la guerre d'indépendance. Il participa à l'Assemblée nationale d'Épidaure en 1822, à l'Assemblée nationale d'Astros en 1823 puis à la troisième Assemblée nationale grecque début 1827 lorsqu'elle siégea à Hermione.
Il fut membre de l'Exécutif grec de 1822. L'Exécutif grec de 1824 le nomma ministre de la marine.

## Sources
- (el) Parlement grec, Μητρώο Πληρεξουσίων, Γερουσαστών και Βουλευτών. 1822-1935, Athènes, Parlement grec,‎ 1986, 159 p. (lire en ligne) [PDF]